# NGC 6403
NGC 6403 is een lensvormig sterrenstelsel in het sterrenbeeld Pauw. Het hemelobject werd op 28 juni 1834 ontdekt door de Britse astronoom John Herschel.

## Synoniemen
- ESO 139-19
- PGC 60750